# Белмонте Кастело
Белмо̀нте Кастѐло (на италиански: Belmonte Castello) е село и община в Централна Италия, провинция Фрозиноне, регион Лацио. Разположено е на 369 m надморска височина. Населението на общината е 777 души (към 2010 г.).